# Cizhu, Wanzhou
Cizhu (kinesiska: 茨竹, 茨竹乡) är en socken i sydvästra Kina. Den ligger i stadsdistriktet Wanzhou i storstadsområdet Chongqing, omkring 220 kilometer nordost om det centrala stadsdistriktet Yuzhong. Antalet invånare är 5272. Befolkningen består av 2 581 kvinnor och 2 691 män. Barn under 15 år utgör 18,0 %, vuxna 15-64 år 62 %, och äldre över 65 år 18,0 %.